# April March
April March, prawdziwe imię Elinor Blake (ur. 20 kwietnia 1965 r.), amerykańska piosenkarka i autorka tekstów, śpiewa w języku francuskim i angielskim. Od dziecka fascynowała się Francją, do czego przyczyniły się zapewne liczne wymiany zagraniczne do Francji, w których uczestniczyła podczas nauki w szkole. W swej muzyce wyraźnie nawiązuje do francuskiego stylu pop z lat `60.

## Dyskografia

### Albumy
- Gainsbourgsion! (1994)
- Paris In April (1995)
- Superbanyair (1997)
- April March Sings Along With The Makers (1997) - Album nagrany z zespołem The Makers
- Lessons Of April March (1998)
- April March and Los Cincos (1998)
- Chrominance Decoder (1999)
- Triggers (2002)
- Grindhouse (2007)
- Magic Monsters (2008)

### EP
- An April March (1994)
- Chick Habit (1995)
- April March and Los Cincos Featuring The Choir (1997)
- Dans Les Yeux D'April March (1999) -

### Single
- "Sometimes When I Stretch" (2003)